# Жукова Балка
Жу́кова Ба́лка — селище Амвросіївської міської громади Донецького району Донецької області, Україна.

## Загальні відомості
Відстань до райцентру становить близько 16 км і проходить автошляхом місцевого значення.
Унаслідок російської військової агресії із серпня 2014 р. Жукова Балка перебуває на території ОРДЛО.

## Населення
За даними перепису 2001 року населення селища становило 129 осіб, із них 67,44 % зазначили рідною мову українську та 32,56 % — російську.